# Nokia N9
Le Nokia N9-00 est l'unique smartphone créé par Nokia utilisant le système d'exploitation MeeGo Harmattan, fondé sur Linux. Son design est remarquable par l'absence de boutons à l'avant du téléphone, sa coque en polycarbonate formée d'une seul pièce, et son écran tactile incurvé. Il est disponible en quatre coloris différents : cyan, magenta, blanc et noir.

## Origine
Le Nokia N9 a été annoncé le 21 juin 2011 au Nokia Connection event à Singapour.
Le 13 septembre 2011, une invitation a été envoyée pour le lancement officiel du produit en Malaisie. À la fin de cet évènement Nokia a annoncé une sortie en Malaisie courant octobre 2011 et sera soutenu par trois opérateurs : Maxis, Digicom et Celcom.
Le 20 septembre 2011, Nokia France a officiellement annoncé que le N9 ne sortirait pas en France. Cette annonce a suscité bien des déceptions parmi les fans de la marque finlandaise, qui voyaient en lui une superbe vitrine pour Meego OS en France.
Ce choix a surtout été motivé par le souhait de Nokia de ne pas introduire de concurrence, de confusion (et de choix), pour ne pas affaiblir les ventes de l'arrivée des premiers appareils sous Windows Phone 7 OS chez Nokia.

## Caractéristiques techniques

### Processeurs
Le Nokia N9 possède un processeur OMAP 3630 ARM Cortex A8, qui est un SoC de Texas Instruments gravé en 45 nm en technologie CMOS. Le OMAP 3630 se compose de trois microprocesseurs: le Cortex A8 cadencé à 1 GHz utilisé pour faire tourner le système d'exploitation et les Applications, le GPU PowerVR SGX 530 à 14 millions de polygones par seconde, créé par Imagination Technologies qui supporte OpenGL ES 2.0 et un TMS320C64x, le processeur de signal numérique, cadencé à 430 MHz utilisé pour le traitement des images de la caméra, le traitement de l'audio (téléphonie), et la transmission de données.  L'objectif principal du TMS320 C64x est de soulager le Cortex A8 du traitement de signal audio et vidéo.  Le système a 1 Gio de RAM dédiée.

### Boutons
Il y a à la droite de l'écran un bouton de marche/arrêt/mise en veille, et deux boutons permettant d'ajuster le volume. Comme Nokia N9 a moins de boutons physiques que la plupart des smartphones il se fonde uniquement sur l'écran tactile pour la navigation dans l'interface utilisateur.  Par exemple, pour minimiser une application, l'utilisateur doit faire glisser son doigt d'un bord de l'écran vers le bord opposé.

### Capacité de stockage
Le Nokia N9 possède une mémoire eMMC (mémoire de stockage de masse) d'une capacité de 16 Gio ou 64 Gio selon les modèles. Il possède également une mémoire NAND non amovible (ROM) de 512 Mio. Les cartes mémoires externes ne sont pas supportées. 

## Logiciel

### Système d'exploitation
Le système d'exploitation du N9 n'est pas MeeGo à proprement parler. En fait, certaines technologies issues de MeeGo tournent en tant que logiciel, au-dessus du système d'exploitation Maemo.
Durant le développement de Maemo 6 et de ce qui allait devenir le N9, Nokia a fusionné Maemo avec le projet Moblin d'Intel, pour former un nouveau projet commun aux deux entreprises : MeeGo. Pour ne pas trop retarder la sortie de son nouveau téléphone, Nokia a décidé de conserver le "cœur" de Maemo 6, par exemple certains composants logiciels comme GStreamer et le système de gestion de paquets deb (MeeGo utilise RPM). L'interface de MeeGo a été intégrée à Maemo 6, pour former ce que Nokia a appelé Meego/Harmattan

## Réception par le public
Le Nokia N9 a été annoncé au Nokia Connection event de Singapour, en juin 2011. L'appareil y a été très bien reçu. Cependant, le fait que ce soit le dernier appareil sous MeeGo de Nokia a attisé de nombreuses critiques, les utilisateurs craignant que l'appareil ne soit pas suivi et mis à jour.
La firme finlandaise a tout de même créé la surprise en déployant les versions PR 1.1, 1.2 puis 1.3 de Meego Harmattan. Des mises à jour importantes améliorant notamment la réactivité du terminal.